# Hillman River
Hillman River är ett vattendrag i Australien. Det ligger i delstaten Western Australia, omkring 190 kilometer sydost om delstatshuvudstaden Perth.
Trakten runt Hillman River består till största delen av jordbruksmark. Trakten runt Hillman River är nära nog obefolkad, med mindre än två invånare per kvadratkilometer. Genomsnittlig årsnederbörd är 636 millimeter. Den regnigaste månaden är september, med i genomsnitt 127 mm nederbörd, och den torraste är februari, med 7 mm nederbörd.